# Liên hoan phim quốc tế Venezia lần thứ 78
Liên hoan phim quốc tế Venezia thường niên lần thứ 78 được tổ chức từ ngày 1 đến 11 tháng 9 năm 2021. Đạo diễn người Hàn Quốc Bong Joon-ho được bổ nhiệm làm Trưởng ban giảm khảo, đánh dấu lần đầu tiên một đạo diễn Hàn Quốc nắm giữ vị trí cao nhất của ban giám khảo. Serena Rossi là người chủ trì các đêm khai mạc và bế mạc liên hoan. Giải Sư tử vàng thuộc về bộ phim Happening do Audrey Diwan làm đạo diễn.

## Giám khảo
Tranh cử chính (Venezia 78)
- Bong Joon-ho, đạo diễn và biên kịch người Hàn Quốc (Trưởng ban giám khảo)
- Saverio Costanzo, đạo diễn và biên kịch người Ý
- Virginie Efira, nữ diễn viên người Bỉ
- Cynthia Erivo, nữ diễn viên và ca sĩ người Anh
- Sarah Gadon, nữ diễn viên người Canada
- Alexander Nanau, đạ diễn phim tài liệu người Đức–Romania
- Chloé Zhao, đạo diễn và biên kịch người Trung Quốc

Horizons
- Jasmila Žbanić, đạo diễn người Bosnia (Trưởng ban giám khảo)
- Mona Fastvold, đạo diễn người Na Uy
- Shahram Mokri, đạo diễn người Iran
- Josh Siegel, giám đốc bộ phận điện ảnh của MoMA
- Nadia Terranova, tiểu thuyết gia người Ý

Giải Luigi De Laurentiis cho phim điện ảnh đầu tay
- Uberto Pasolini, đạo diễn và nhà sản xuất người Ý (Trưởng ban giám khảo)
- Martin Schweighofer, nhà phê bình điện ảnh người Áo
- Amalia Ulman, nghệ sĩ thị giác người Argentina

## Danh sách chính thức

### Tranh cử chính
Dưới đây là các bộ phim được lựa chọn cho phần tranh giải quốc tế chính:
| Tựa tiếng Anh                    | Tựa gốc                      | Đạo diễn                                  | Quốc gia sản xuất                          |
| -------------------------------- | ---------------------------- | ----------------------------------------- | ------------------------------------------ |
| America Latina                   | America Latina               | Damiano D'Innocenzo and Fabio D'Innocenzo | Ý                                          |
| Another World                    | Un autre monde               | Stéphane Brizé                            | Pháp                                       |
| The Box                          | La caja                      | Lorenzo Vigas                             | Mexico, Mỹ                                 |
| Captain Volkonogov Escaped       | Капитан Волконогов бежал     | Aleksey Chupov and Natalya Merkulova      | Nga                                        |
| The Card Counter                 | The Card Counter             | Paul Schrader                             | Mỹ                                         |
| Freaks Out                       | Freaks Out                   | Gabriele Mainetti                         | Ý, Bỉ                                      |
| The Hand of God                  | È stata la mano di Dio       | Paolo Sorrentino                          | Ý                                          |
| Happening                        | L'événement                  | Audrey Diwan                              | Pháp                                       |
| Il buco                          | Il buco                      | Michelangelo Frammartino                  | Ý, Pháp, Đức                               |
| Leave No Traces                  | Żeby nie było śladów         | Jan P. Matuszyński                        | Ba Lan, Pháp, Cộng hòa Séc                 |
| The Lost Daughter                | The Lost Daughter            | Maggie Gyllenhaal                         | Hy Lạp, Mỹ                                 |
| Lost Illusions                   | Illusions perdues            | Xavier Giannoli                           | Pháp                                       |
| Mona Lisa and the Blood Moon     | Mona Lisa and the Blood Moon | Ana Lily Amirpour                         | Mỹ                                         |
| Official Competition             | Competencia oficial          | Gastón Duprat và Mariano Cohn             | Tây Ban Nha                                |
| On the Job: The Missing 8        | On the Job: The Missing 8    | Erik Matti                                | Philippines                                |
| Parallel Mothers (phim khai mạc) | Madres paralelas             | Pedro Almodóvar                           | Tây Ban Nha                                |
| The Power of the Dog             | The Power of the Dog         | Jane Campion                              | Liên hiệp Anh, Úc, Mỹ, Canada, New Zealand |
| The King of Laughter             | Qui rido io                  | Mario Martone                             | Ý, Tây Ban Nha                             |
| Reflection                       | Відблиск                     | Valentyn Vasyanovych                      | Ukraine                                    |
| Spencer                          | Spencer                      | Pablo Larraín                             | Mỹ, Liên hiệp Anh, Đức, Chile              |
| Sundown                          | Sundown                      | Michel Franco                             | Mexico, Pháp, Thụy Điển                    |

Tựa in đậm chỉ bộ phim giành giải Sư tử vàng.

### Không tranh giải
Dưới đây là các bộ phim được trình chiếu nhưng không tranh giải:
| Hư cấu                                       | Hư cấu                                       | Hư cấu                           | Hư cấu            |
| Tựa tiếng Anh                                | Tựa gốc                                      | Đạo diễn                         | Quốc gia sản xuất |
| -------------------------------------------- | -------------------------------------------- | -------------------------------- | ----------------- |
| Ariaferma                                    | Ariaferma                                    | Leonardo Di Costanzo             | Ý, Thụy Sĩ        |
| Dune                                         | Dune                                         | Denis Villeneuve                 | Mỹ                |
| Halloween Kills                              | Halloween Kills                              | David Gordon Green               | Mỹ                |
| Il Bambino Nascosto (phim bế mạc)            | Il Bambino Nascosto (phim bế mạc)            | Roberto Andò                     | Ý, Pháp           |
| La Scuola Cattolica                          | La Scuola Cattolica                          | Stefano Mordini                  | Ý                 |
| The Last Duel                                | The Last Duel                                | Ridley Scott                     | Liên hiệp Anh, Mỹ |
| Last Night in Soho                           | Last Night in Soho                           | Edgar Wright                     | Liên hiệp Anh     |
| Les Choses Humaines                          | Les Choses Humaines                          | Yvan Attal                       | Pháp              |
| Old Henry                                    | Old Henry                                    | Potsy Ponciroli                  | Mỹ                |
| Phi hư cấu                                   |                                              |                                  |                   |
| Tựa tiếng Anh                                | Tựa gốc                                      | Đạo diễn                         | Quốc gia sản xuất |
| Becoming Led Zeppelin                        | Becoming Led Zeppelin                        | Bernard MacMahon                 | Mỹ                |
| Deandré#Deandré Storio di un Impiegato       | Deandré#Deandré Storio di un Impiegato       | Roberta Lena                     | Ý                 |
| Django & Django                              | Django & Django                              | Luca Rea                         | Ý                 |
| Ezio Bosso: Le cose che restano              | Ezio Bosso: Le cose che restano              | Giorgio Verdelli                 | Ý                 |
| Hallelujah: Leonard Cohen, A Journey, A Song | Hallelujah: Leonard Cohen, A Journey, A Song | Daniel Geller and Dayna Goldfine | Mỹ                |
| Life of Crime 1984-2020                      | Life of Crime 1984-2020                      | Jon Alpert                       | Mỹ                |
| Republic of Silence                          | Republic of Silence                          | Diana El Jeiroudi                | Pháp, Đức, Syria  |
| Tranchées                                    | Tranchées                                    | Loup Bureau                      | Pháp              |
| Viaggio Nel Crepuscolo                       | Viaggio Nel Crepuscolo                       | Augusto Contento                 | Pháp, Ý           |
| Sê-ri                                        |                                              |                                  |                   |
| Tựa tiếng Anh                                | Tựa gốc                                      | Đạo diễn                         | Quốc gia sản xuất |
| Scenes from a Marriage (tập 1-5)             | Scenes from a Marriage (tập 1-5)             | Hagai Levi                       | Mỹ                |
| Phim ngắn                                    |                                              |                                  |                   |
| Tựa tiếng Anh                                | Tựa gốc                                      | Đạo diễn                         | Quốc gia sản xuất |
| The Night                                    | Liang Ye Bu Neng Liu                         | Thái Minh Lượng                  | Đài Loan          |
| Plastic Semiotic                             | Plastic Semiotic                             | Radu Jude                        | Romania           |
| Sad Film                                     | Sad Film                                     | Vasili                           | Myanmar, Hà Lan   |

### Horizons
Dưới đây là các bộ phim được lựa chọn để tranh giải hạng mục Horizons (tiếng Ý: Orizzonti):
| Tranh giải Horizons          | Tranh giải Horizons          | Tranh giải Horizons    | Tranh giải Horizons                                               |
| Tựa tiếng Anh                | Tựa gốc                      | Đạo diễn               | Quốc gia sản xuất                                                 |
| ---------------------------- | ---------------------------- | ---------------------- | ----------------------------------------------------------------- |
| Atlantide                    | Atlantide                    | Yuri Ancarani          | Mỹ, Pháp, Qatar, Ý                                                |
| Miracol                      | Miracol                      | Bogdan George Apetri   | Cộng hòa Séc, Romania, Latvia                                     |
| Pilgrims                     | Piligrimai                   | Laurynas Bareisa       | Lithuania                                                         |
| Il Paradiso del Pavone       | Il Paradiso del Pavone       | Laura Bispuri          | Đức, Ý                                                            |
| The Falls                    | Pu Bu                        | Mong-hong Chung        | Đài Loan                                                          |
| El Hoyo en la Cerca          | El Hoyo en la Cerca          | Joaquín del Paso       | Ba Lan, Mexico                                                    |
| Amira                        | Amira                        | Mohamed Diab           | Ai Cập, Ả Rập Saudi, Jordan, Các tiểu Vương quốc Ả rập Thống nhất |
| Full Time                    | À Plein Temps                | Eric Gravel            | Pháp                                                              |
| 107 Mothers                  | Cenzorka                     | Peter Kerekes          | Cộng hòa Slovak, Cộng hòa Séc, Ukraine                            |
| Vera Dreams of the Sea       | Vera Andrron Detin           | Kaltrina Krasniqi      | Kosovo, Albania, Bắc Macedonia                                    |
| Les Promesses                | Les Promesses                | Thomas Kruithof        | Pháp                                                              |
| White Building               | Bodeng Sar                   | Kavich Neang           | Campuchia, Pháp, Qatar, Trung Quốc                                |
| Anatomy of Time              | Wela                         | Jakrawal Nilthamrong   | Đức, Hà Lan, Thái Lan, Pháp, Singapore                            |
| El Otro Tom                  | El Otro Tom                  | Rodrigo Plá            | Mexico, Mỹ                                                        |
| El Gran Movimiento           | El Gran Movimiento           | Kiro Russo             | Bolivia, Pháp, Qatar, Thụy Sĩ                                     |
| Once Upon a Time in Calcutta | Once Upon a Time in Calcutta | Aditya Vikram Sengupta | Ấn Độ, Pháp, Na Uy                                                |
| Rhino                        | Носоріг                      | Oleh Sentsov           | Ba Lan, Đức, Ukraine                                              |
| True Things                  | True Things                  | Harry Wootliff         | Liên hiệp Anh                                                     |
| Inu-Oh                       | Inu-Oh                       | Masaaki Yuasa          | Nhật Bản, Trung Quốc                                              |

## Giải thưởng

### Tranh giải chính thức
Dưới đây là các giải thưởng chính thức được trao tại liên hoan phim thứ 78:
Tranh cử chính
- Sư tử vàng: Happening của Audrey Diwan
- Giải thưởng lớn của Ban giám khảo: The Hand of God của Paolo Sorrentino
- Sư tử bạc: The Power of the Dog của Jane Campion
- Cúp Volpi cho nữ diễn viên xuất sắc nhất: Penélope Cruz cho phim Parallel Mothers
- Cúp Volpi cho nam diễn viên xuất sắc nhất: John Arcilla cho phim On the Job: The Missing 8
- Golden Osella cho kịch bản xuất sắc nhất: The Lost Daughter của Maggie Gyllenhaal
- Giải đặc biệt của Ban Giám khảo: Il buco của Michelangelo Frammartino
- Giải Marcello Mastroianni: Filippo Scotti cho phim The Hand of God

Horizons (Orizzonti)
- Phim hay nhất: Pilgrims của Laurynas Bareisa
- Đạo diễn xuất sắc nhất: Full Time của Eric Gravel
- Giải đặc biệt của ban giám khảo: El Gran Movimiento của Kiro Russo
- Nữ diễn viên xuất sắc nhất: Laure Calamy cho phim Full Time
- Nam diễn viên xuất sắc nhất: Piseth Chhun cho phim White Building
- Kịch bản xuất sắc nhất: 107 Mothers của Peter Kerekes
- Phim ngắn hay nhất: The Bones của Cristóbal León và Joaquín Cociña
- Giải khán giả Armany Beauty: The Blind Man Who Did Not Want to See Titanic của Teemu Nikki

Lion of the Future
- Giải Luigi De Laurentiis cho phim điện ảnh đầu tay: Imaculat của George Chiper-Lillemark và Monica Stan

### Giải đặc biệt
- Sư tử vàng cho Thành tựu trọn đời: Roberto Benigni[16] và Jamie Lee Curtis[17]